# Kinugawa (train)
Le Kinugawa (きぬがわ) est un train express existant au Japon et exploité par les compagnies JR East et Tōbu, qui relie la ville de Tokyo à la ville de Nikkō. Son nom fait référence à la rivière Kinu.

## Gares desservies
Le Kinugawa circule de la gare de Shinjuku à la gare de Kinugawa-onsen en empruntant les lignes Yamanote (fret), Tōhoku, Tōbu Nikkō et Tōbu Kinugawa.
| Nom des gares  |
| -------------- |
| Shinjuku       |
| Ikebukuro      |
| Urawa          |
| Ōmiya          |
| Tochigi        |
| Shin-Kanuma    |
| Shimo-Imaichi  |
| Kinugawa-onsen |

## Matériel roulant
Les services Kinugawa sont effectués par des rames JR East série 253-1000. Par le passé, ils ont été effectué par des rames séries 189,  485 et Tōbu série 100 (Spacia Kinugawa).

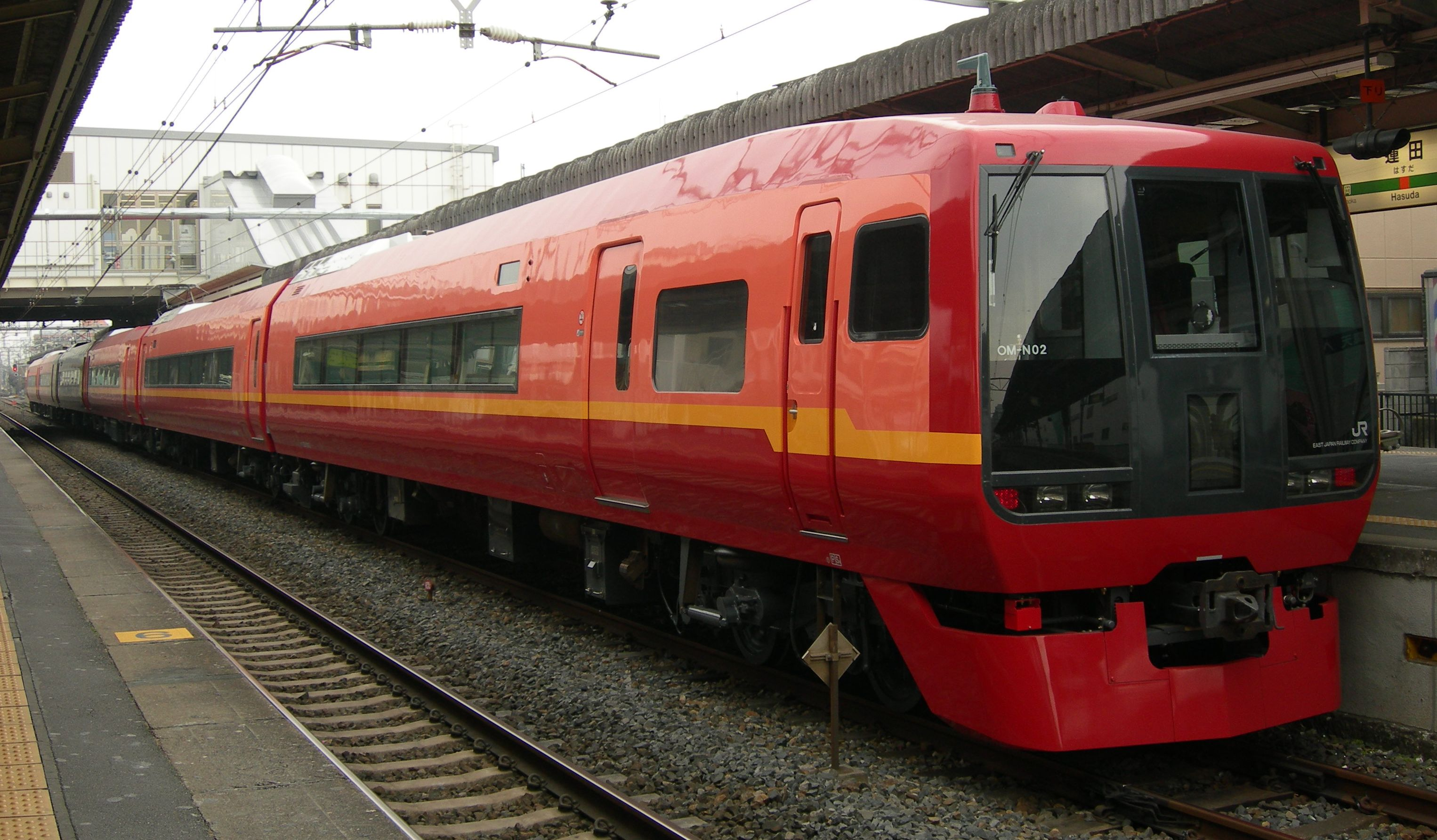
JR East série 253-1000
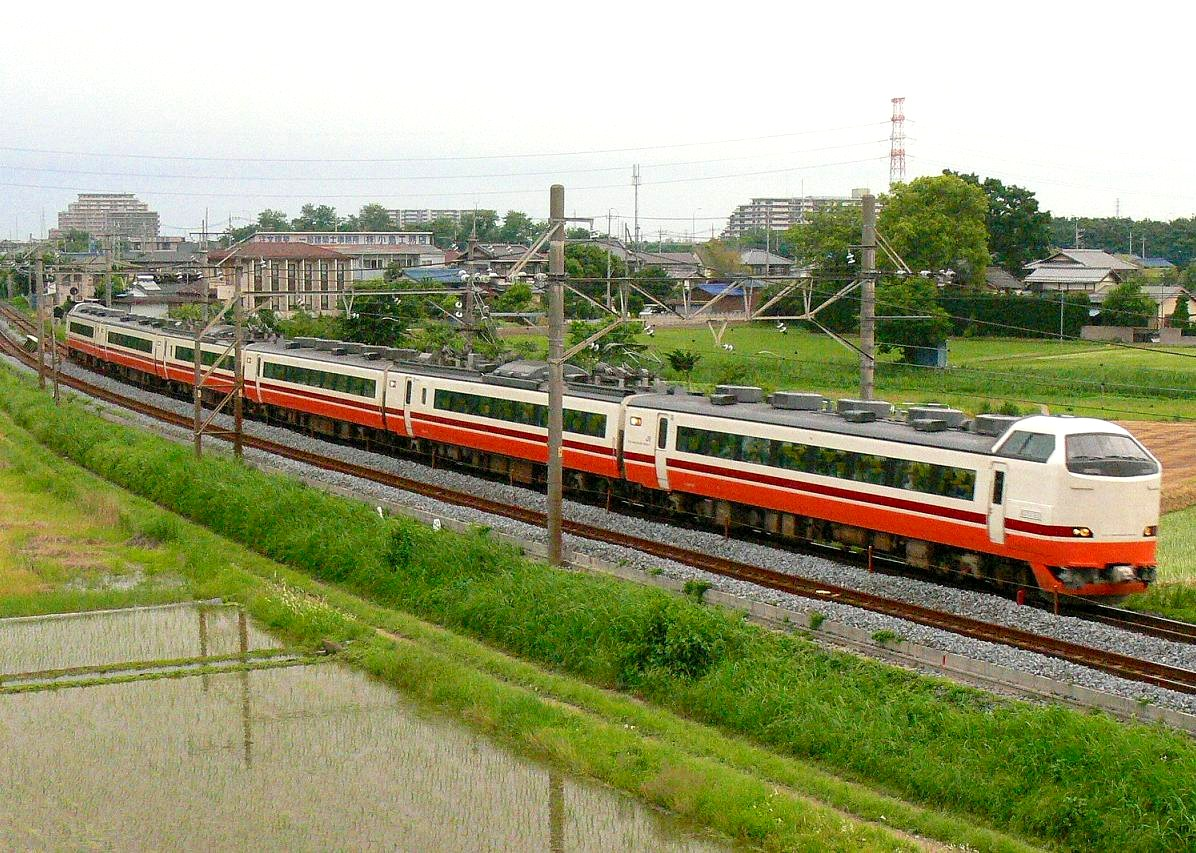
JR East série 485
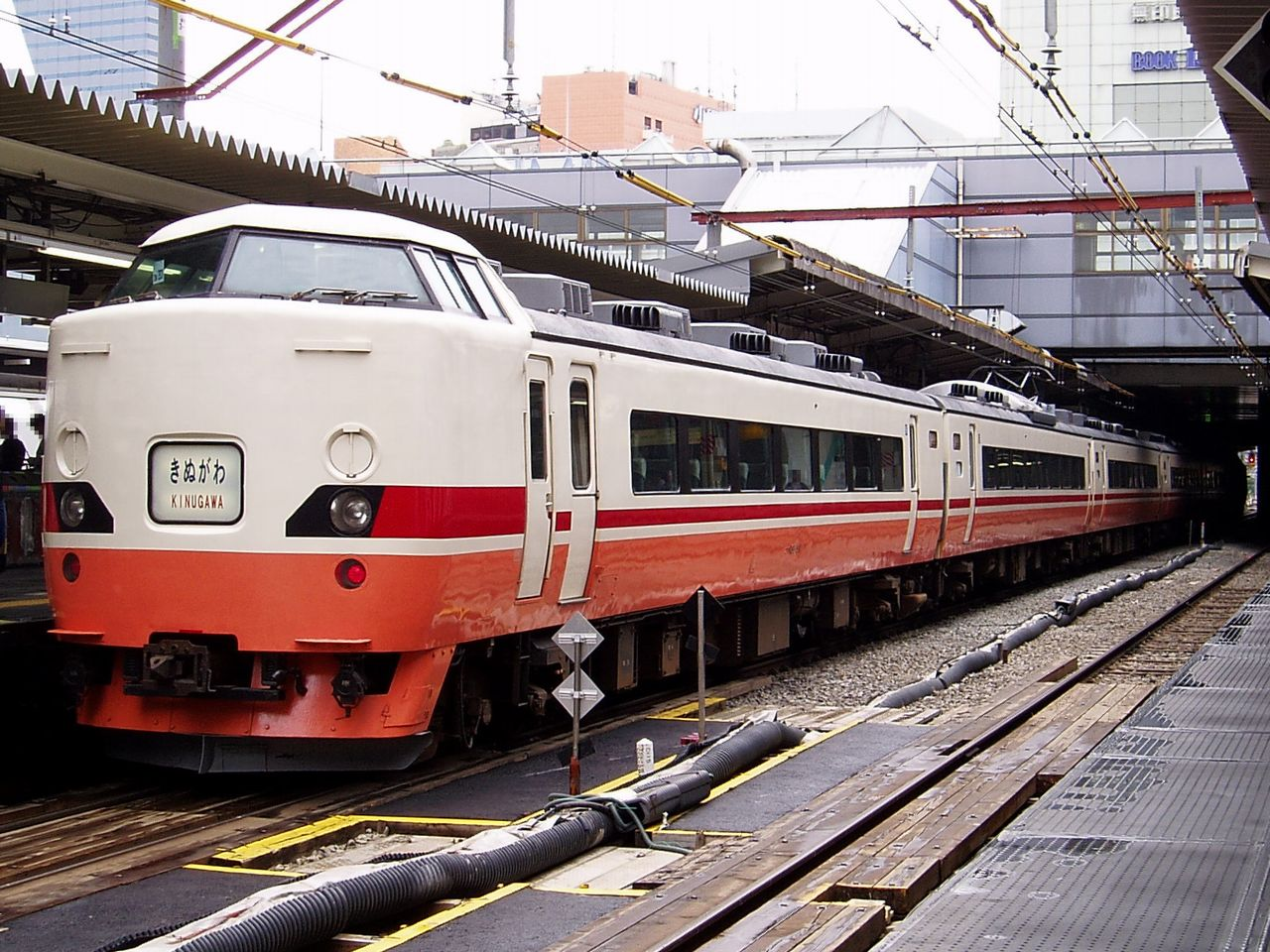
JR East série 189
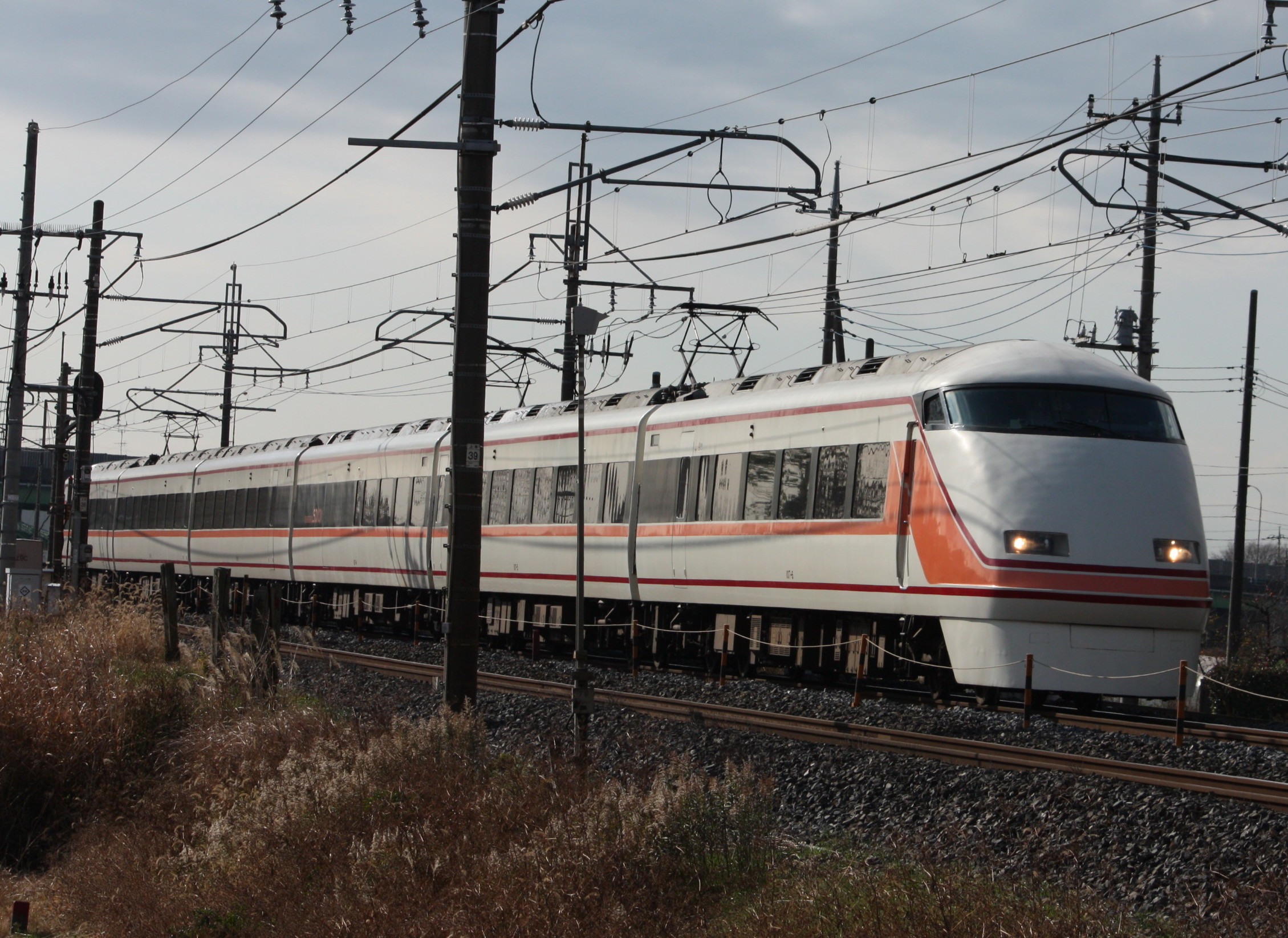
Tōbu série 100

## Composition des voitures
- JR East série 253-1000 :

| N° de voiture | 1       | 2       | 3       | 4       | 5       | 6       |
| Classe        | Réservé | Réservé | Réservé | Réservé | Réservé | Réservé |